# Udtja
Udtja este o arie protejată (arie specială de conservare — SAC, sit de importanță comunitară — SCI) din Suedia întinsă pe o suprafață de 146.491,7 ha, integral pe uscat.

## Localizare
Centrul sitului Udtja este situat la coordonatele 66°21′48″N 19°06′16″E / 66.3632°N 19.1045°E.

## Înființare
Situl Udtja a fost declarat sit de importanță comunitară în decembrie 1995 pentru a proteja 2 specii de plante și 5 specii de animale. Situl a fost protejat și ca arie specială de conservare în decembrie 2009.

## Biodiversitate
Situată în ecoregiunile alpină și boreală, aria protejată conține 25 de habitate naturale: Cursuri de apă de la nivel de câmpie la nivel montan, cu vegetație Ranunculion fluitantis și Callitricho-Batrachion, Râuri de munte și vegetația erbacee de pe malurile acestora, Păduri fino-scandinave bogate în ierburi cu Picea abies, Turbării Aapa, Izvoare fino-scandinave și mlaștini produse de izvoare bogate în minerale, Pajiști boreale și alpine pe substrat silicios, Pajiști alpine și boreale, Tufărișuri subarctice cu Salix spp., Taiga vestică, Păduri caducifoliate de mlaștină fino-scandinave, Pajiști cu Molinia pe soluri calcaroase, turboase sau argilos-nămoloase (Molinion caeruleae), Mlaștini împădurite, Ape oligotrofe din câmpii nisipoase, cu un conținut foarte redus de minerale (Littorelletalia uniflorae), Păduri de conifere pe eskere fluvioglaciare sau legate la acestea, Ape stătătoare oligotrofe până la mezotrofe, cu vegetație de Littorelletea uniflorae și/sau de Isoëto-Nanojuncetea, Pășuni din zone de pădure fino-scandinave, Păduri aluvionare cu Alnus glutinosa și Fraxinus excelsior (Alno-Padion, Alnion incanae, Salicion albae), Păduri nordice subalpine/subarctice cu Betula pubescens ssp. czerepanovii, Mlaștini turboase de tranziție și turbării mișcătoare, Pante stâncoase silicioase cu vegetație casmofită, Liziere de ierburi înalte hidrofile de câmpie și de nivel montan până la alpin, Lacuri și iazuri distrofice naturale, Roci stâncoase cu vegetație pionieră de Sedo-Scleranthion sau Sedo albi-Veronicion dillenii, Grohotișuri silicioase de la nivelul montan până la nivelul zăpezii (Androsacetalia alpinae și Galeopsietalia ladani), Fânețe de joasă altitudine (Alopecurus pratensis, Sanguisorba officinalis).
La baza desemnării sitului se află mai multe specii protejate:
- plante (2): Calypso bulbosa, Ranunculus lapponicus
- mamifere (3): gluton (Gulo gulo), vidră de râu (Lutra lutra), râs eurasiatic (Lynx lynx)
- nevertebrate (2): Stephanopachys linearis, Stephanopachys substriatus